# Henry Waldo Coe
Henry Waldo Coe (4 de novembro de 1857 – 15 de fevereiro de 1927) foi um médico e político da fronteira dos Estados Unidos.
Coe nasceu em Waupun, Wisconsin, filho de Samuel Buel Coe e sua mulher Mary Jane. Após sua formação e treinamento, Coe tornou-se um médico pioneiro no Território de Dakota, um membro da legislatura territorial, e amigo próximo de Theodore Roosevelt.

## Biografia
Quando ele era muito jovem Coe e seus pais se mudaram para Morristown, Minnesota. Depois de se formar no ensino médio, Coe teve aulas na Universidade de Minnesota. Ele complementou seus estudos sob a tutela de seu pai, também médico, e frequentando aulas na Universidade de Michigan - Ann Arbor. Ele se formou no Long Island College Hospital em Nova York em julho de 1880. Mudou-se para Mandan, Dakota do Norte e foi um dos primeiros médicos a se estabelecer no Território de Dakota. Ele foi eleito para a última legislatura territorial (1885) antes que o território fosse dividido e alcançado estado. Ele também serviu como prefeito de Mandan. Enquanto estava no Território de Dakota, Coe conheceu o jovem Theodore Roosevelt, que tinha ido lá para recuperar sua saúde. Sua amizade durou até a morte de Roosevelt em 1919.
Ele e sua mulher Viola (Boley) Coe, também médica, mudaram-se para Portland, Oregon, em 1890, onde se concentraram no tratamento de doenças nervosas e mentais, e onde ele possuía e operava o Hospital Morningside. Em 1906, foi presidente da Associação Americana de Editores Médicos.
ASempre um republicano ativo ele foi um delegado para as Convenções Nacionais Republicanas em Chicago em 1904 e 1908, e em 1906 e 1907 foi membro de Portland no Senado do Estado de Oregon. Como um amigo próximo de Theodore Roosevelt, durante sua presidência Coe serviu como um representante confidencial de seu interesse em Oregon.  Ele e sua mulher seriam convidados em várias ocasiões para almoçar na Casa Branca, como convidados do presidente Theodore Roosevelt e de Howard Taft. Coe e sua mulher estavam entre um grupo designado em 1907 para viajar ao Panamá para relatar ao então presidente Theodore Roosevelt sobre as condições de trabalho durante a construção do Canal do Panamá. Henry Waldo Coe mais tarde serviria como um dos líderes partidários do Partido Progressista nacional, ou seja, "Bull Moose Party" no início dos anos 1900. Ele serviu um presidente da Liga Roosevelt de Oregon.
Depois de se aposentar dos treinos em 1920, Henry e sua segunda mulher viajaram extensivamente pela Europa, África, Ásia e América do Sul. Ele morreu após um ataque cardíaco em Glendale, Califórnia.

## Estátuas
Coe encomendou e doou quatro estátuas para a cidade de Portland na década de 1920.